# Kenneth I. MacAlpin
Kenneth I. MacAlpin (škot. Cináed mac Ailpín), nazivan Kenneth Osvajač (?, o. 800. – Forteviot, Škotska, oko 858.), tradicionalno kralj keltskog kraljevstva Dalriade (od 834.) i Pikta (od 843.), zbog čega se u nacionalnom mitu smatra prvi kraljem ujedinjene Škotske. Osnivač je dinastije Alpin, koja je vladala Škotskom do 1034. godine.
Zavladao je velikim područjem sjeverno od rijeka Forth i Cylde, pri čemu je ženidbenim vezama, proširio svoju vlast i na teritorij istočnih Pikta. Ratovao je protiv Normana, koji su pokušali osvojiti njegovo kraljevstvo. Pokopan je na otoku Iona, sjeverezapadno od današnjeg Glasgowa. Naslijedio ga je brat Donald I.

## Vanjske poveznice
- Kenneth I. MacAlpin Hrvatska enciklopedija
- Kenneth I. (Kenneth I. MacAlpin) Proleksis enciklopedija
- Kenneth I., kralj Škota i Pikta Britannica (engl.)

| Prethodnik:          | Kralj Pikta (843./848. - oko 858.) | Nasljednik:           |
| Drest X. (845.-848.) | Kralj Pikta (843./848. - oko 858.) | Donald I. (858.-862.) |